# Oblast de Pskov
O Oblast de Pskov (russo:  Пско́вская о́бласть, tr. Pskóvskaia óblast) é uma divisão federal da Federação da Rússia, localizado no ocidente do país. O seu centro administrativo é a cidade de Pskov. De acordo com censo populacional de 2018, tinha uma população de 636 546 habitantes.